# Marco Antonio Canevalle
Marco Antonio Canevalle, auch Marcantonio Canevalle, tschechisch Marek Antonín Canevalle (* 28. September 1652 in Lanzo, Italien; † 15. Februar 1711 in Prag, Königreich Böhmen) war ein italienischer Architekt und Baumeister.
Canevalle wirkte in verschiedenen Landesteilen Böhmens. Er lebte in Prag und entwarf für adelige und kirchliche Auftraggeber mehrere Schlösser, Kirchen und Klöster, u. a. in Friedland, Reichenberg, und Münchengrätz. Außerdem wurde das Franziskanerkloster in Haindorf nach seinem Entwurf gebaut und in Prag 1674–1678 das Ursulinenkloster mit der St.-Ursula-Klosterkirche.